# Lip dub
Un lip dub è un video musicale popolare che combina sincronizzazione e doppiaggio audio. Per estensione si parla di Lip Dub facendo riferimento al "fenomeno partecipativo a carattere virale" attualmente in voga. È fatto normalmente da un gruppo di persone durante la riproduzione della canzone originale. Questi lip dub sembrano semplici da fare, ma ciascuno di essi necessita in realtà di molto tempo per essere realizzato in modo adeguato. I lip dub più popolari sono girati in un solo colpo.
Il lip dub è diventato popolare con l'avvento di siti partecipativi come YouTube. Tom Johnson, uno scrittore esperto degli effetti della comunicazione via Web 2.0, ha scritto che un buon 'lip dub' ha quattro caratteristiche, o perlomeno le loro apparenze: spontaneità, autenticità, partecipazione e divertimento.
Nei Paesi Bassi è stato lanciato un format dedicato ai lip dub, trasmesso anche in Italia con il titolo «Ora... ci vorrebbe un amico», condotto da Lorella Cuccarini: all'interno della trasmissione i video, sono stati diretti dal regista Tommaso Agnese.